# Knife Party
Knife Party是澳大利亚的一個表演电子音乐的雙人組合，成員來自於鼓打貝斯乐队動盪世代樂團的羅布·斯懷爾和加雷思·麥吉莉倫。Knife Party曾与艺术家瑞典浩室黑手黨、史蒂夫·青木、彼得・道爾頓、Foreign Beggars、I See MONSTAS、湯瑪士・英格梅爾斯、Pegboard Nerds和湯姆‧莫瑞洛等進行合作。
Knife Party在DJ雜誌於2013年推出的榜單Top 100 DJs中排名第23位。 